# Auckland Volcanic Field

Der Isthmus von Auckland, eine Karte des Auckland Volcanic Field von Ferdinand von Hochstetter (1829–1884) und August Petermann (1822–1878) aus dem Jahr 1863

Das Auckland Volcanic Field ist ein bis zu 250.000 Jahre altes monogenetisches Vulkanfeld im Stadtgebiet von Auckland in Neuseeland, auf dem sich nach letzten Erkenntnissen aus dem Jahr 2011 53 ehemals aktive Vulkane befinden. Zuvor ging man noch von 49 Vulkanen aus.

## Geographie
Das Auckland Volcanic Field erstreckt sich über eine Fläche von rund 360 km2  und einer Länge von rund 30 km über einen Teil des Stadtgebiets von Auckland, angefangen von dem Stadtteil Takapuna im Norden der City bis zur ehemaligen Stadt Manukau City im Süden, inklusive der beiden Inseln Rangitoto Island und Browns Island im Hauraki Gulf und der Insel Puketutu Island im Manukau Harbour.
Der größte und höchste Vulkan des Auckland Volcanic Field stellt der Rangitoto mit einer Höhe von 260 m dar. Im Stadtgebiet von Auckland gilt mit 196 m der Maungawhau / Mount Eden als höchster Vulkan.

## Entstehung
Das elliptische Vulkanfeld entstand in einer Anomalie des Erdmantels in rund 70 bis 90 km Tiefe unterhalb von Auckland. Erste Eruptionen fanden vor rund 250.000 Jahren statt. Die meisten Vulkane des Auckland Volcanic Field sind kleiner Natur und reichen über 150 m nicht hinaus. Sie entstanden durch kleinere Eruptionen, die nur einige Monate oder wenige Jahre dauerten. Die Vulkane des Auckland Volcanic Field sind als monogenetisch klassifiziert, was bedeutet, dass sie nur einmal über eine Magmakammer eruptierten und danach erkalten.
Einzige Ausnahme bildete hier der Rangitoto, der in zwei Eruptionen, die sich um 1400 und 1450 n. Chr. ereigneten und die letzten und größten Eruptionen waren, die das Vulkanfeld erlebte. Durch sie entstand der Rangitoto als größter Vulkan des Feldes. Sein Materialauswurf wurde auf rund zwei Kubikkilometer geschätzt, was rund 60 % des gesamten eruptierten Materials des gesamten Vulkanfeldes ausmacht.
Von den ehemals bekannten 49 Vulkanen weiß man, dass 19 von ihnen in den letzten 20.000 Jahren ausgebrochen sind. Bei 21 Vulkanen liegen die Ausbrüche zwischen vor 20.000 und 100.000 Jahren und bei nur neun Vulkanen liegen ihre Ausbrüche vor diesem Zeitraum.

## Geologische Erforschungen
Erste geologische Erforschungen und Kartierungen fanden ab Dezember 1858 bis Ende Februar 1859 durch den deutsch-österreichischen Geologen Ferdinand von Hochstetter in Begleitung des deutschen Geologen Julius von Haast statt. Hochstetter, für geologische Untersuchungen in Neuseeland von dem Rest der Novara-Expedition befreit, blieb vom 23. Dezember 1858 bis zum 2. Oktober 1859 in Neuseeland. Zusammen mit Julius von Haast und Charles Heaphy unternahm er in den ersten drei Monaten eine Expedition zu den Kohlelagern südlich von Auckland und in die Vulkanfeldern von Auckland, bevor er sich zur Taupō Volcanic Zone ins Innere der Nordinsel vorwagte.
Bei seinen geologischen Untersuchungen der Vulkanfelder von Auckland zählte er „… nicht weniger als einundsechzig erloschene Eruptionspunkte in einem Umkreis von nur zehn englischen Meilen von Auckland…“ (rund 16 km). Da das ihm zur Verfügung gestellte Kartenmaterial vom Vermessungsamt der Provinzialregierung im Maßstab von 1 Zoll = 1 Seemeile keine Terrainzeichnungen enthielt und damit unvollkommen war, bildete Hochstetter neben den geologischen Formationen auch das Terrain in der neu erstellten Karte ab. Zwei seiner Karten sind seit der Veröffentlichung seiner Arbeiten in den Werken Neu-Seeland und Geologisch-topographischer Atlas von Neu-Seeland (beide aus dem Jahr 1863) bekannt geworden. Die Karte aus dem Werk Neu-Seeland ist als Ausschnittskarte konzipiert, einfach und klar gezeichnet, mit einer einfachen Kolorierung der Küstenlinien. Die Karte aus dem Werk Geologisch-topographischer Atlas von Neu-Seeland hingegen ist flächig koloriert, mit detaillierten Darstellungen der Lavaflüsse und insgesamt etwas detaillierter in ihren Darstellungen. Hochstetter unterschied in seinen Erläuterung bei den vulkanischen Gesteinen in den Basaltlaven enthaltene Tuffe und Olivin.

Die Vulkanregion beschrieb Hochstetter wie folgt: 

„Es sind Vulkane im kleinsten Maassstabe, Kegel von nur 300 bis 600 Fuss Meereshöhe; der höchste unter ihnen, der am Eingang des Auckland-Hafens sich erhebende Rangitoto, erreicht 900 Fuss. Aber es sind wahre Modelle vulkanischer Kegel- und Kraterbildung, die der geognostischen Beobachtung ein weites Feld bieten und die in Deutschland noch so vielfach festgehaltene Leopold von Buch’sche Theorie der Erhebungskratere gründlich widerlegen.“

In seinem Werk Neu-Seeland ging Hochstetter nicht nur auf die einzelnen größeren Vulkane ein, sondern beschrieb auch die Verwendung von Basalten als Baumaterial, wie sie in Auckland verwendet wurden, oder die ursprüngliche Bestimmung einzelner Vulkanberge durch die Māori oder durch frühere Stämme der Māori, in denen sie in den Kratern der Berge Feste und Rituale abgehalten haben, oder als Festung benutzt haben, wie seinerzeit noch an Maungawhau / Mount Eden und Mount Smart als Beispiel zu erkennen war.
Mit seinen Aufzeichnungen, Beschreibungen und Kartierungen setzte Hochstetter seinerzeit Maßstäbe für die geologischen Untersuchungen in Neuseeland und wird seither für seine erbrachte Leistung verehrt.
In den Jahren 1964 und 1992 führten die Untersuchungen (Bohrungen und Grabungen) von den Geologen Ernest Johnstone Searle und Les O. Kermode zu der Erkenntnis, dass die Anzahl von 61 Vulkanen, die Hochstetter ermittelt hatte, nicht zu halten war. Einige sumpfartige Gebiete wurden als nicht-vulkanischen Ursprungs klassifiziert und einige Vulkankerne sollten den neuen Erkenntnissen entsprechend den gleichen Ursprung haben. So reduzierte sich in den 1990er Jahren die der Öffentlichkeit mitgeteilte Anzahl der Vulkane im Auckland Volcanic Field auf 48, um schon 1994 von zwei weiteren Geologen Ian E. M. Smith und S. R. Allen wegen ihrer Aufteilung von Mount Wellington und Purchas Hill in zwei Vulkane, auf die Anzahl 49 erhöht zu werden.
2011 wurden dann in einer Felduntersuchung in Manukau City Hochstetters Tuff-Krater noch einmal untersucht. Dabei entdeckten die Geologen der Geoscience Society of New Zealand (GSNZ) vier Maar-Krater, von denen drei bisher nicht bekannt waren. Seither beschäftigen 53 Krater die öffentliche Wahrnehmung.

## Mögliche zukünftige Vulkanausbrüche
Geologen gehen davon aus, dass Vulkanausbrüche im Auckland Volcanic Field jederzeit möglich sind.
Die Stadt Auckland weist auf ihrer Webseite darauf hin, dass aufgrund der geologischen Verhältnisse angenommen wird, dass die alten erloschenen Vulkane nicht wieder ausbrechen können, Eruptionen aber jederzeit an einer anderen Stelle des Vulkanfeldes möglich sind. In einem solchen Fall wird erwartet, dass das aufsteigende Magma mit Meerwasser in Kontakt kommen wird, was bei einem Ausbruch erfahrungsgemäß zuerst zu einer phreatomagmatischen Explosion führt. 73 % aller Vulkane des Auckland Volcanic Field waren dieses Typs. Eine derartige Explosion würde einen großen Krater formen, der sich dann mit Meerwasser füllen könnte. Weiterführende Eruptionen könnten dann einen Vulkankegel bilden, mit entsprechenden Lavaflüssen an den Hängen. Viele der bestehenden Vulkane weisen entsprechende Flüsse bis zu 10 km Länge auf.
Die Wahrscheinlichkeit, mit der mit einem Vulkanausbruch im Auckland Volcanic Field zu rechnen ist, wird mit 1:1000 pro Jahr angegeben. Statistiker geben an, dass bei einer durchschnittlichen Lebenserwartung von rund 80 Jahren für im Jahr 2008 geborenen Kindern, die Wahrscheinlichkeit bei 8 % liegt, dass sie einen Vulkanausbruch in Auckland erleben werden.
Selbstverständlich können auch die weiter entfernten größeren Vulkane, wie der Ruapehu, Whakaari / White Island und weitere, erhebliche Auswirkungen auf den Großraum von Auckland haben. Für all diese Fälle wird die Bevölkerung von Auckland vorbereitet und auf mögliche Folgen hingewiesen sowie Verhaltensregeln vermittelt.

## UNESCO-Welterbe
Am 30. März 2007 reichte das neuseeländische Department of Conservation für die Weltkulturerbe-Vorschlagsliste bei der UNESCO das Auckland Volcanic Field als Vorschlag ein. Weitere Aktivitäten hat es seither aber nicht gegeben.

## Liste der Vulkane im Auckland Volcanic Field

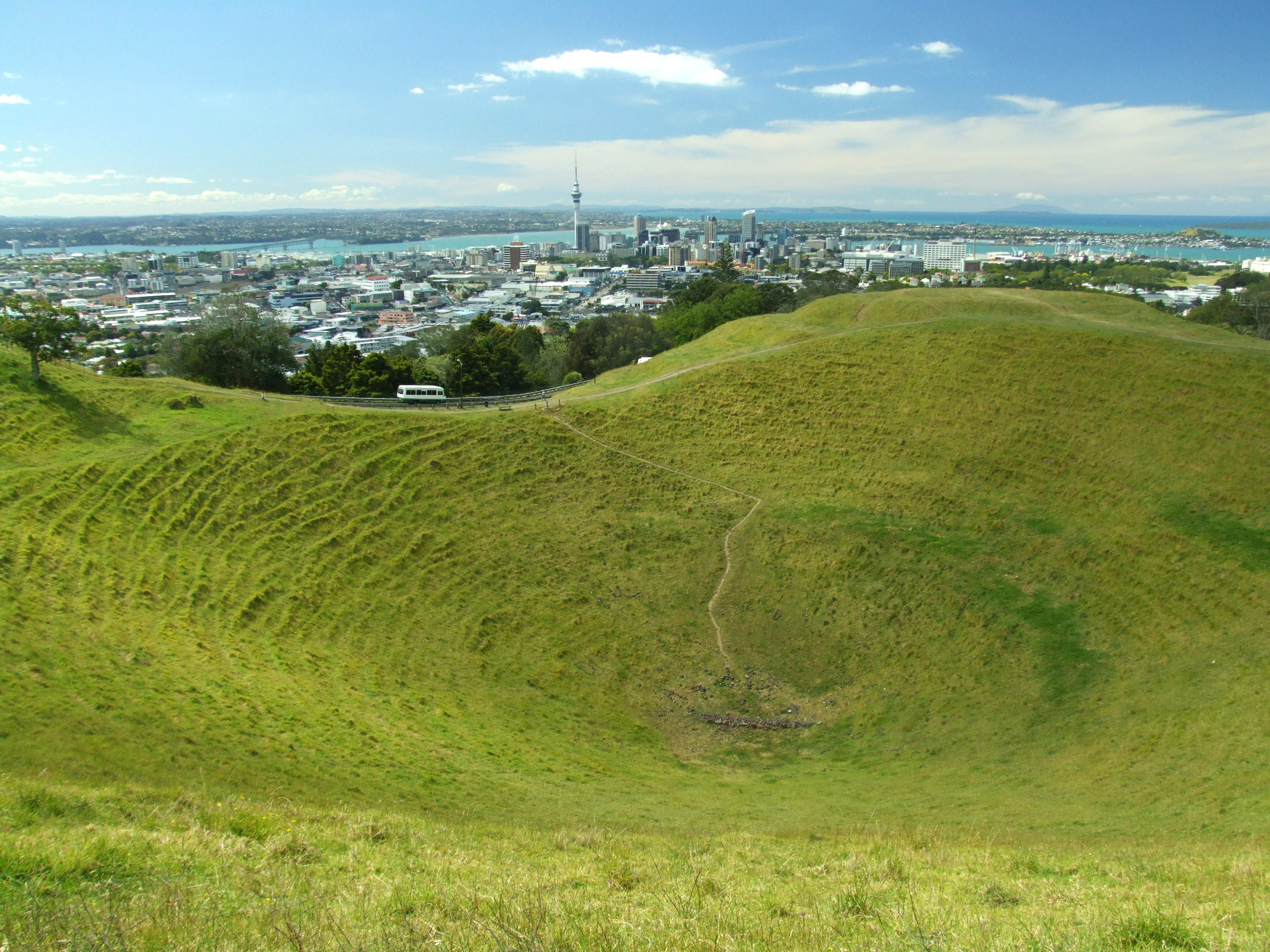
Krater des Maungawhau / Mount Eden mit der Skyline von Auckland

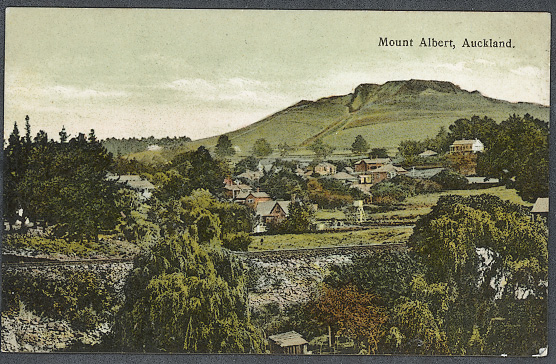
Postkarte vom Mount Albert

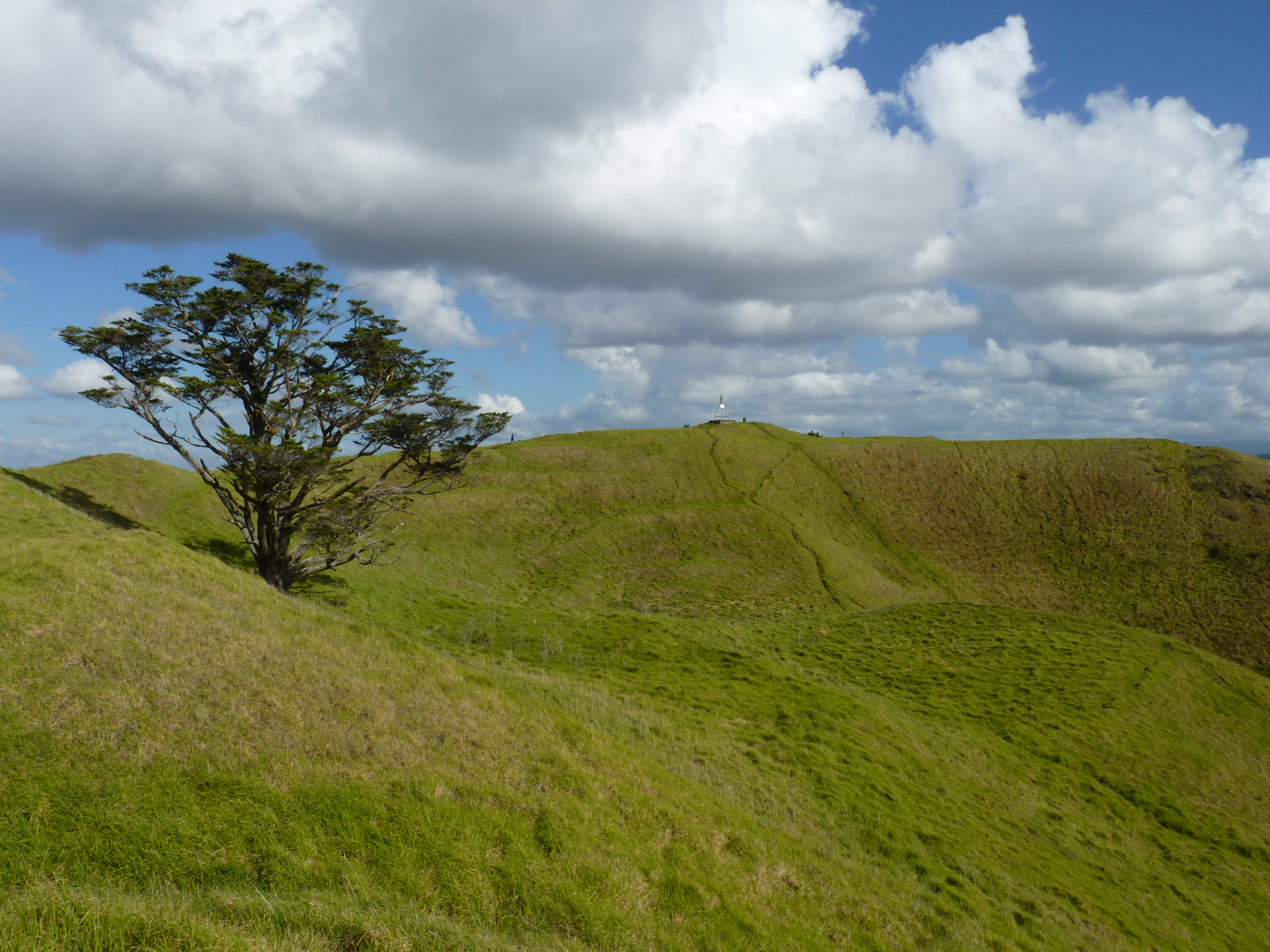
Mount Wellington

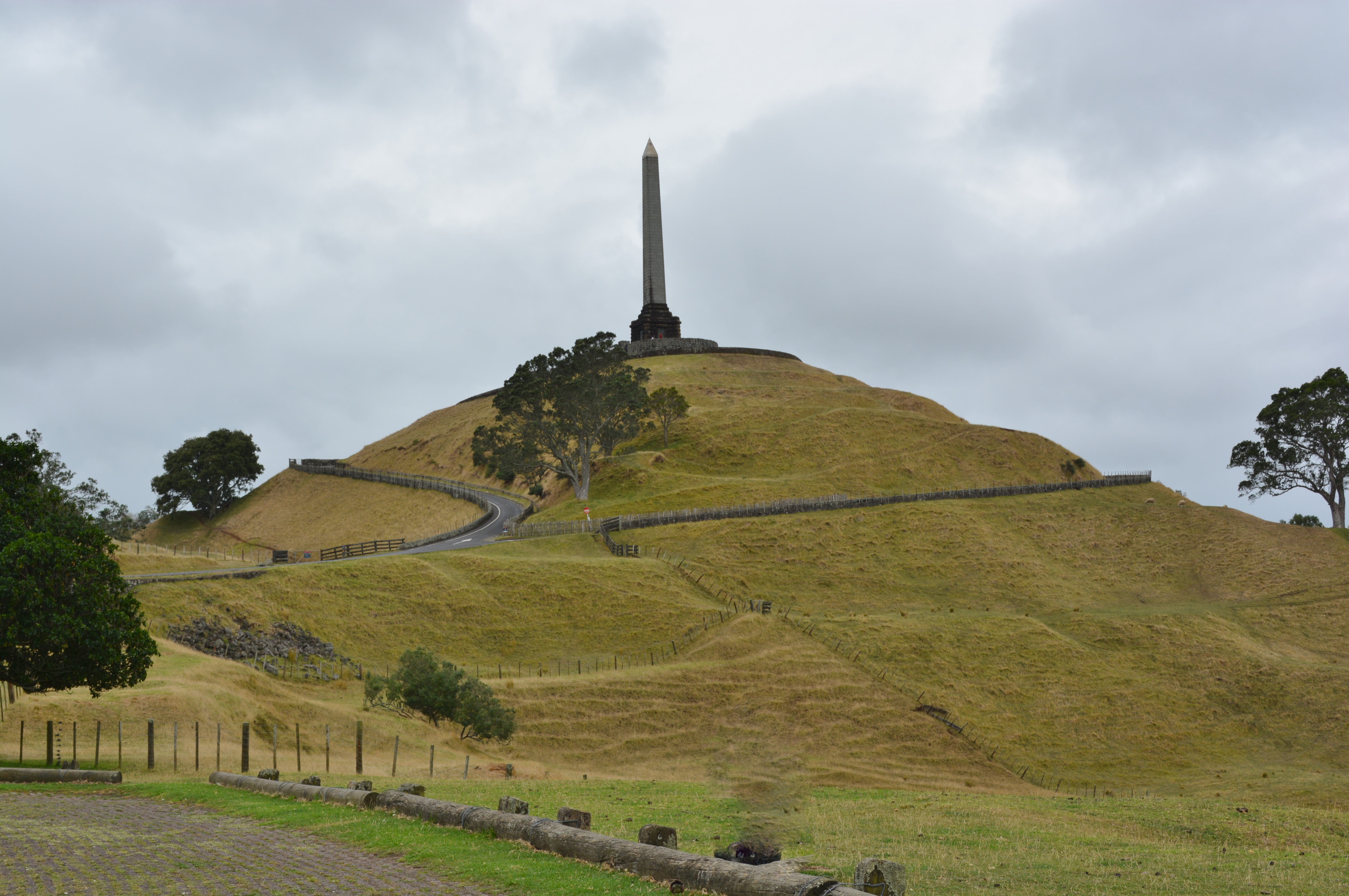
Maungakiekie / One Tree Hill

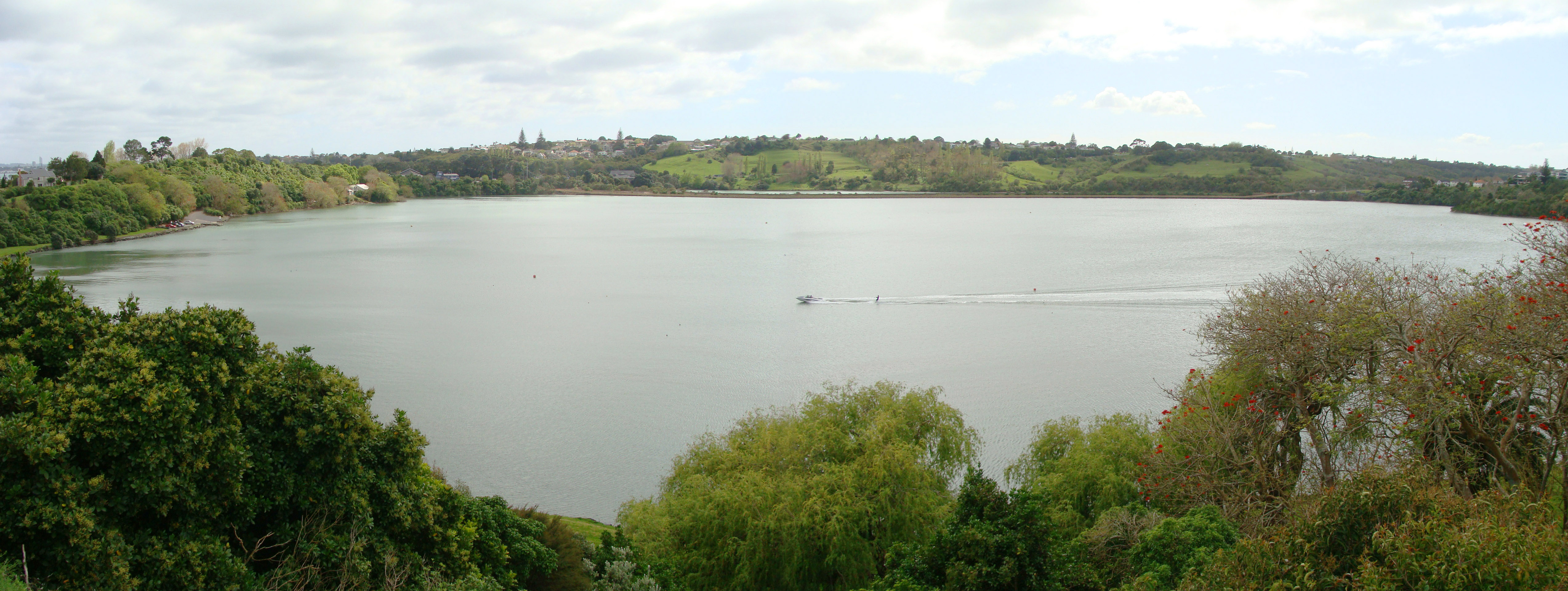
Orakei Basin

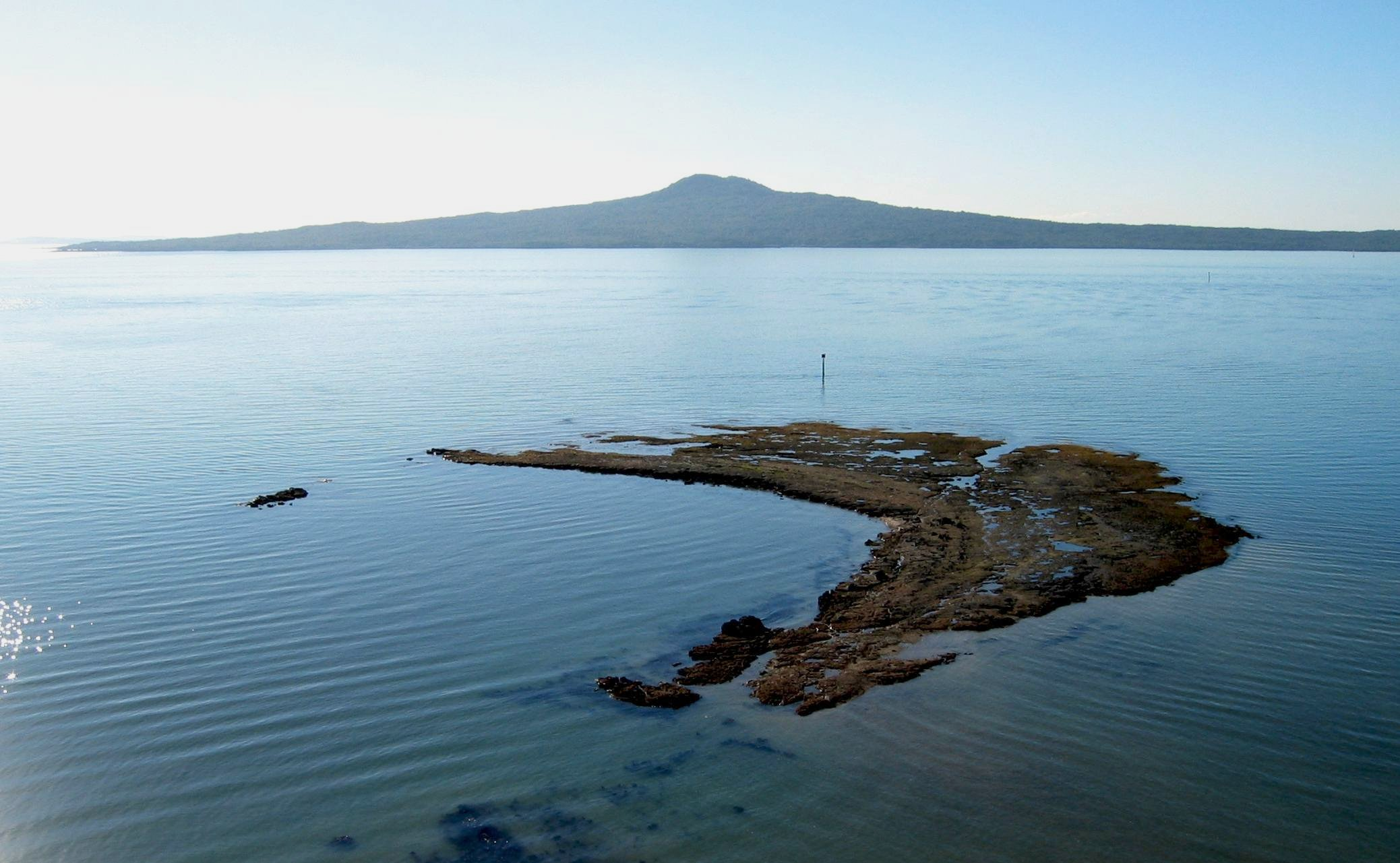
Rangitoto

|     | Vulkan                       | Māori-Name                 | Höhe  | Krater ø          | Alter                 | Stadtteil/Ort    | Koordinaten                                              | Bemerkung                                                                                        |
| --- | ---------------------------- | -------------------------- | ----- | ----------------- | --------------------- | ---------------- | -------------------------------------------------------- | ------------------------------------------------------------------------------------------------ |
| 1   | Pupuke Moana                 | Pupuke Moana               |       | 1–1,37 km         | 200.000-260.000 Jahre | Takapuna         | 36° 46′ 49″ N 174° 45′ 59″ O                             | Tuff-Ring mit ungleichförmigem Kratersee (Lake Pupuke)                                           |
| 2   | Tank Farm                    | Te Kopua o Matakamokamo    |       | 425–555 m         |                       | Northcote        | 36° 48′ 08″ N 174° 45′ 13″ O                             | Tuff-Ring mit Krater                                                                             |
| 3   | Onepoto                      | Te Kopua o Matakerepo      |       | 490–600 m         | > 248.000 Jahre       | Northcote        | 36° 48′ 30″ N 174° 45′ 04″ O                             | Tuff-Ring mit Krater                                                                             |
| 4   | Mount Victoria               | Takarunga                  | 87 m  |                   |                       | Devonport        | 36° 49′ 36″ N 174° 47′ 57″ O                             | Vulkankegel, kein Krater                                                                         |
| 5   | Mount Cambria                | Takararo                   |       |                   |                       | Devonport        | 36° 49′ 07″ N 174° 47′ 56″ O                             | Krater                                                                                           |
| 6   | North Head                   | Maungauika                 | 61 m  |                   |                       | Devonport        | 36° 49′ 40″ N 174° 48′ 44″ O                             | Vulkankegel, kein Krater                                                                         |
| 7   | Rangitoto                    | Rangitoto                  | 260 m | ~ 150 m           | 504 u. 552 Jahre      | Rangitoto Island | 36° 47′ 09″ N 174° 51′ 35″ O                             | Krater, zwei Eruptionen                                                                          |
| 8   | Motukorea                    | Motukorea                  | 57 m  | 125–160 m         |                       | Browns Island    | 36° 49′ 45″ N 174° 53′ 42″ O                             | Krater                                                                                           |
| 9   | Albert Park                  |                            |       |                   |                       | Parnell          | 36° 51′ 06″ N 174° 46′ 03″ O                             | Parklandschaft, Vulkan nicht mehr erkennbar                                                      |
| 10  | Domain                       | Pukekawa                   |       |                   | > 60.000 Jahre        | Auckland Domain  | 36° 51′ 43″ N 174° 46′ 26″ O                             | Parklandschaft, Vulkan nicht mehr erkennbar                                                      |
| 11  | Maungawhau / Mount Eden      | Maungawhau                 | 196 m | 135–145 m         | 28.000 Jahre          | Mt. Eden         | 36° 52′ 38″ N 174° 45′ 51″ O                             | Krater                                                                                           |
| 12  | Te Pou Hawaiki               | Te Pou Hawaiki             |       |                   |                       |                  |                                                          |                                                                                                  |
| 13  | Mount Albert                 | Te Ai ka roa a Raka        |       |                   | > 30.000 Jahre        | Mt. Albert       | 36° 53′ 26″ N 174° 43′ 12″ O                             | Krater, Fußballfeld und Parklandschaft im Krater                                                 |
| 14  | Mount Roskill                | Puketapapa                 | 110 m |                   |                       | Mt. Roskill      | 36° 54′ 46″ N 174° 44′ 14″ O                             | Vulkankegel, kein Krater                                                                         |
| 15  | Three Kings                  | Te Tatua a Riukiuta        |       |                   | 28.500 Jahre          | Three Kings      | 36° 54′ 11″ N 174° 45′ 17″ O                             | Tuff-Ring mit Vulkankegel, kein Krater                                                           |
| 16  | Maungakiekie / One Tree Hill | Maungakiekie               |       | 122–150 m         |                       | One Tree Hill    | 36° 54′ 00″ N 174° 46′ 54″ O                             | Vulkankegel und Krater                                                                           |
| 17  | Mount St. John               | Te Kopuke                  | 126 m | 150–155 m         | > 28.500 Jahre        |                  | 36° 53′ 00″ N 174° 46′ 47″ O                             | Krater                                                                                           |
| 18  | Mount Hobson                 | Ohinerangi                 |       | ~ 100 m           |                       |                  | 36° 52′ 41″ N 174° 47′ 13″ O                             | durch landschaftliche Gestaltung deformierte Vulkankegel und deformierter Krater                 |
| 19  | Little Rangitoto             | Maungarahiri               |       |                   |                       |                  | 36° 52′ 32″ N 174° 48′ 36″ O                             | Parklandschaft, Vulkan nicht mehr erkennbar                                                      |
| 20  | Orakei Basin                 | Orakei                     |       | ~ 740 m           | > 85.500 Jahre        |                  | 36° 52′ 02″ N 174° 48′ 47″ O                             | Tuff-Ring mit Kratersee                                                                          |
| 21  | Saint Heliers                | Whakamuhu                  |       |                   | > 45.000 Jahre        |                  | 36° 51′ 00″ N 174° 52′ 03″ O                             | Tuff-Ring mit Krater, Sportanlage im Krater (Glover Park)                                        |
| 22  | Tailor Hill                  | Taurere                    |       |                   | 32.000-34.000 Jahre   |                  | 36° 51′ 53″ N 174° 52′ 12″ O                             | deformierter Vulkankegel                                                                         |
| 23  | Mount Wellington             | Maungarei                  | 135 m |                   | 10.000 Jahre          |                  | 36° 53′ 30″ N 174° 50′ 49″ O                             | Vulkankegel, kein Krater                                                                         |
| 24  | Purchas Hill                 | Te Tauoma                  |       |                   | 11.000 Jahre          |                  |                                                          |                                                                                                  |
| 25  | Panmure Basin                | Te Kopua Kai a Hiku        |       | 640–995 m         | 31.500-32.500 Jahre   |                  | 36° 54′ 18″ N 174° 50′ 59″ O                             | Tuff-Ring mit Kratersee                                                                          |
| 26  | Mount Smart                  | Rarotonga                  |       | 640–995 m         | 31.500-32.500 Jahre   |                  | 36° 55′ 06″ N 174° 48′ 45″ O                             | In den Krater wurde das Mt. Smart Stadium gebaut                                                 |
| 27  | Hopua                        | Te Hopua a Rangi           |       |                   | > 29.000 Jahre        |                  |                                                          |                                                                                                  |
| 28  | Mount Richmond               | Ōtāhuhu                    | 40 m  | 50–60 m           | 32.000-34.000 Jahre   | Ōtāhuhu          | 36° 55′ 56″ N 174° 50′ 23″ O                             | Krater                                                                                           |
| 29  | McLennan Hills               | Te Apunga o Tainui         |       |                   | 42.500-55.000 Jahre   |                  |                                                          |                                                                                                  |
| 30  | Robertson Hill               |                            |       |                   |                       | East Tamaki      | 36° 56′ 57″ N 174° 50′ 31″ O                             | Sturges Park                                                                                     |
| 31  | Highbrook Park               | Pukekiwiriki               |       |                   |                       |                  | 36° 56′ 41″ N 174° 51′ 59″ O                             | halbkreisförmiger Krater im Mündungsgebiet eines Flusses, teilweise zur Parklandschaft gestaltet |
| 32  | Hampton Park                 |                            | 20 m  | 45–50 m           | 26.500-55.000 Jahre   |                  | 36° 57′ 04″ N 174° 53′ 44″ O                             | ungleichförmiger Krater                                                                          |
| 33  | Otara Hill                   | Te Puke o Taramainuku      |       |                   |                       |                  |                                                          |                                                                                                  |
| 34  | Green Hill                   | Matanginui                 |       |                   | 20.000 Jahre          |                  |                                                          |                                                                                                  |
| 35  | Styaks Swamp                 |                            |       |                   |                       |                  |                                                          |                                                                                                  |
| 36  | Pigeon Mountain              | O Huiarangi                | 55 m  |                   |                       |                  | 36° 53′ 21″ N 174° 54′ 07″ O                             | Vulkankegel, kein Krater                                                                         |
| 37  | Mount Mangere                | Te Pane a Mataaho          | 106 m | 300–360 m         | 22.000-35.000 Jahre   | Māngere          | 36° 56′ 59″ N 174° 46′ 59″ O                             | Der Vulkan hat zwei Krater, kleinerer 128–146 m                                                  |
| 38  | Māngere Lagoon               |                            |       |                   |                       | Māngere          | 36° 57′ 24″ N 174° 46′ 43″ O                             | Tuff-Ring mit Kratersee                                                                          |
| 39  | Puketutu                     | Te Motu a Hiaroa           |       | 60–85 m           | 30.000-34.000 Jahre   | Puketutu Island  | 36° 57′ 58″ N 174° 44′ 52″ O                             | Vulkankegel und Krater                                                                           |
| 40  | Mount Gabriel                | Waitomokia                 |       |                   |                       | Māngere          |                                                          |                                                                                                  |
| 41  | Pukeiti                      | Puketapapakanga a Hape     |       | 32–39 m           |                       | Māngere          | 36° 59′ 02″ N 174° 45′ 26″ O                             |                                                                                                  |
| 42  | Otuataua                     | Otuataua                   |       | 165–180 m         |                       | Māngere          | 36° 59′ 09″ N 174° 45′ 15″ O                             |                                                                                                  |
| 43  | Mount Ellets                 | Maungataketake             |       | 350–545 m         |                       | Māngere          | 36° 59′ 41″ N 174° 44′ 51″ O                             | Krater, wird als Steinbruch verwendet                                                            |
| 44  | Pukaki Lagoon                | Te Pukaki Tapu o Poutukeka |       | 560–670 m         | > 65.000 Jahre        | Manukau City     | 36° 58′ 58″ N 174° 48′ 37″ O                             | Tuff-Ring mit Krater                                                                             |
| 45  | Crater Hill                  |                            |       | 720–870 m         | 32.000-34.000 Jahre   | Manukau City     | 36° 59′ 11″ N 174° 49′ 38″ O                             | Tuff-Ring mit ungleichförmigen Krater und kleinem Kratersee                                      |
| 46  | Kohuora                      | Kohuora                    |       |                   | > 32.000 Jahre        | Manukau City     | 36° 58′ 38″ N 174° 50′ 31″ O                             | Parklandschaft, Vulkan nicht mehr erkennbar                                                      |
| 47  | Mount McLaughlin             | Matukutureia               |       | 170–310 m         | ~ 110.000 Jahre       | Clendon Park     | 37° 00′ 26″ N 174° 51′ 30″ O                             | Ungleichförmiger Kratersee, Vulkan auch unter Matakarua oder Matukutururu bekannt                |
| 48  | Mount Wiri                   | Te Manurewa o Temapahore   |       |                   | 27.000-33.000 Jahre   | Clendon Park     | 37° 00′ 49″ N 174° 50′ 46″ O                             | Vulkankegel, Steinbruch neben dem Vulkankegel                                                    |
| 49  | Ash Hill                     |                            |       |                   | 32.000 Jahre          | Clendon Park     | 36° 58′ 38″ N 174° 50′ 31″ O                             |                                                                                                  |
|     |                              |                            |       |                   |                       |                  |                                                          |                                                                                                  |
| 50* | Grafton                      |                            |       |                   |                       | Grafton          | 36° 51′ 39″ N 174° 45′ 59″ O                             | Tuff-Ring, liegt im stark bebauten Stadtteil Grafton, Vulkan nicht mehr erkennbar                |
| 51* | Cemetery Crater              |                            |       | 250 m             |                       | Manukau City     | 36° 57′ 19″ N 174° 48′ 48″ O                             | Manukau Memorial Gardens, Vulkan nicht mehr erkennbar                                            |
| 52* | Boggust Park Crater          |                            |       | 300–400 m         |                       |                  | 36° 57′ 19″ N 174° 48′ 48″ O                             | Parkanlage, Vulkan nicht mehr erkennbar                                                          |
| 53* | Puhinui Craters              |                            |       | 80–120 m 95–123 m |                       |                  | 37° 00′ 38″ N 174° 50′ 14″ O37° 00′ 52″ N 174° 49′ 59″ O | Puhinui Pond Crater und Puninui Areana Crater                                                    |

Quelle: IESE Report 1-2009.02 vom Juni 2009 und GSNZ Newsletter No. 5 vom November 2011
Die Vulkane der Positionen 50 bis 53 wurden erst 2011 entdeckt.